# Le Concile de fer
Le Concile de fer (titre original: Iron Council) est un roman de l'écrivain britannique China Miéville publié en 2004, et le troisième après Perdido Street Station et Les Scarifiés d'une série se situant dans le monde fictif de Bas-Lag, un monde où la magie (nommée « thaumaturgie ») et la technologie steampunk coexistent.

## Résumé
Faucheur quitte la ville de Nouvelle-Crobuzon en compagnie notamment de Frugis, Élise et Fejhechruiçel afin de trouver le légendaire Concile de fer, un train jadis aux mains du gouvernement mais qui a été détourné puis transformé en une habitation socialiste en mouvement perpétuel, ses habitants construisant sa voie ferrée au fur et à mesure tout en la détruisant après son passage.
Au même moment, à Nouvelle-Crobuzon, des groupes séditieux tentent de renverser le pouvoir en place.

## Personnages
- Faucheur (Cutter en version originale), membre du Comité, il quitte Nouvelle-Crobuzon pour trouver le légendaire Concile de fer afin de le prévenir de la menace que constitue la Milice qui dirige la ville de Nouvelle-Crobuzon.
- Élise (Elsie en version originale), membre du Comité, elle accompagne Faucheur.
- Frugis (Pomeroy en version originale), membre du Comité, il accompagne Faucheur.
- Fejhechruiçel (Fejhechrillen en version originale), membre du Comité, ce Vodyanoi, homme-batracien, accompagne également Faucheur.
- Drogon (Drogon en version originale), cavalier nomade « souffleur », il est capable de parler et d'imposer sa volonté par télépathie. Il rejoint le groupe de Faucheur dans sa recherche du Concile de fer.
- Ori Curiaz (Ori Ciuraz en version originale), jeune sympathisant du comité à Nouvelle-Crobuzon, las des discours sans suite, il aspire à une lutte directe contre la Milice et le Maire de Nouvelle-Crobuzon.
- Jacques l'Exauceur (Jack Half-a-Prayer en version originale), dit le ComMANdanTE, est un LibRecréé, ayant lutté contre la Milice et ayant été exécuté vingt ans plus tôt.
- Spiral Jacobs (Spiral Jacobs en version originale), ancien compagnon de lutte de l'Exauceur, il met en contact Ori avec le groupe de Toro.
- Toro (Toro en version originale), redoutable chef de gang menant des actions contre le gouvernement de la ville.
- Judas Bezalle (Judah Low en version originale), golémiste très puissant, suivant le chantier de construction du chemin de fer, il participe activement à la création du Concile de fer.
- Anne-Hari (Ann-Hari en version originale), jeune paysanne, fascinée par le train, elle a suivi Judas Bezalle, devenant son amante, puis chef des prostituées et membre du Concile de fer.
- Gross Kwiss (Thick Shanks en version originale), Cactacé, il fait partie du Concile de fer.
- Uzman (Uzman en version originale), Recréé, il fait partie du Concile de fer.
- Qurabin (Qurabin en version originale), moine renégat de Tesh, rencontré par Faucheur et Judas lors de leur recherche du Concile de fer, il se joint à eux pour les y aider.

## Accueil critique
En Grande-Bretagne, le roman reçoit une critique assez mitigée du journaliste Steven Poole dans la revue The Guardian. Il affirme qu' « en comparaison du roman Les Scarifiés, Le Concile de fer paraît trop sérieux, plus alourdi par le volume du bagage politique. […] Pourtant, la fantasy est généralement fabuleusement conservatrice et Le Concile de fer, avec son syndicalisme implicite, ainsi que le fait que de nombreux personnages soient négligemment bisexuels, résonne comme un reproche aux politiques médiévales du genre ». Il conclut néanmoins que « c'était une bonne lecture ». La critique par Michael Dirda, dans The Washington Post, est plus positive, le journaliste y affirmant que « de multiples façons, la ville de Nouvelle-Crobuzon de China Miéville est un jardin non désherbé de délices surnaturels et Le Concile de fer un travail mêlant une conviction passionnée et un très grand talent artistique ».
En France, le Cafard cosmique décrit le roman comme « un coup gagnant pour Miéville qui a réussi à conserver toutes les qualités de ses romans précédents en y ajoutant ce petit quelque chose en plus » alors qu'ActuSF considère que « China Miéville nous perd dans une jungle trop luxuriante, où le ravissement à la vue d’une orchidée trouvée au détour d’une piste, ne vaut pas, finalement, la tranquille sensation de familiarité d’une bonne boussole qui marque le Nord ».

### Récompenses
Le Concile de fer a été proposé pour le prix Hugo du meilleur roman 2005 et le prix World Fantasy du meilleur roman 2005. Il a remporté le prix Locus du meilleur roman de fantasy 2005 et le prix Arthur-C.-Clarke 2005.

## Éditions
- Iron Council, Macmillan, 17 septembre 2004, 471 p.  (ISBN 978-0333989722)
- Le Concile de fer, Fleuve noir, coll. « Rendez-vous ailleurs », 13 novembre 2008, trad. Nathalie Mège, 564 p.  (ISBN 978-2265083097)
- Le Concile de fer, Pocket, coll. « Fantasy » no 5997, 13 octobre 2011, trad. Nathalie Mège, 731 p.  (ISBN 978-2266186353)